# Setmana Catalana de 1970
La Setmana Catalana de 1970, va ser la 8a edició de la Setmana Catalana de Ciclisme. Es disputà en 5 etapes del 6 al 10 d'abril de 1970. El vencedor final fou l'italià Italo Zilioli de l'equip Faemino per davant de Raymond Poulidor i Luis Ocaña.
La cursa es componia de 5 trofeus en què el primer i l'últim estaven dividits en dues parts. L'etapa d'Andorra a Manlleu es va haver d'anul·lar a l'altura d'Alp, quan es portaven 50 km correguts i Juan Manuel Santisteban anava escapat, a causa d'una forta nevada que estava caient. L'endemà la sortida es va haver de fer a Sant Hilari Sacalm, en lloc de Manlleu a causa també de la neu.
La cursa va ser dominada des de la primera jornada per l'italià Zilioli que es va convertir en el primer estranger a guanyar la "Setmana Catalana".

## Etapes
| Etapa | Data       | Ciutats d'etapa                       | km    | Vencedor de l'etapa          | Líder de la general     |
| ----- | ---------- | ------------------------------------- | ----- | ---------------------------- | ----------------------- |
| 1a A  | 6 d'abril  | Castelldefels – Reus                  | 87,0  | Joaquim Agostinho (POR)      | Joaquim Agostinho (POR) |
| 1a B  | 6 d'abril  | Reus – Igualada                       | 92,0  | Italo Zilioli (ITA)          | Italo Zilioli (ITA)     |
| 2a    | 7 d'abril  | Igualada – Soldeu ( Andorra)          | 169,0 | Italo Zilioli (ITA)          | Italo Zilioli (ITA)     |
| 3a    | 8 d'abril  | Andorra la Vella ( Andorra) – Manlleu | 200,0 | Anul·lada                    | Italo Zilioli (ITA)     |
| 4a    | 9 d'abril  | Sant Hilari Sacalm - Granollers       | 170,0 | Georges van den Berghe (BEL) | Italo Zilioli (ITA)     |
| 5a A  | 10 d'abril | Sabadell - L'Hospitalet de Llobregat  | 124,0 | Jos van der Vleuten (NED)    | Italo Zilioli (ITA)     |
| 5a B  | 10 d'abril | Circuit de Montjuïc (Barcelona) (CRI) | 10,0  | Luis Ocaña (ESP)             | Italo Zilioli (ITA)     |

### 1a etapa A (VIII Trofeu Doctor Assalit)[2]
06-04-1970: Castelldefels – Reus, 87,0 km.:
|   | Ciclista                | Equip                | Temps      |
| - | ----------------------- | -------------------- | ---------- |
| 1 | Joaquim Agostinho (POR) | Frimatic-De Gribaldy | 2h 11' 10" |
| 2 | Italo Zilioli (ITA)     | Faemino              | + 11"      |
| 3 | René Pijnen (NED)       | Willem II-Gazelle    | + 14"      |

### 1a etapa B (VIII Trofeu Doctor Assalit)[2]
06-04-1970: Reus – Igualada, 92,0 km.:
|   | Ciclista            | Equip           | Temps |
| - | ------------------- | --------------- | ----- |
| 1 | Italo Zilioli (ITA) | Faemino         |       |
| 2 | Rudi Altig (GER)    | Salvarani       |       |
| 3 | Barry Hoban (GBR)   | Sonolor-Lejeune |       |

### 2a etapa (VIITrofeu Les Valls)[3]
07-04-1970: Igualada – Soldeu, 169,0 km.:
|   | Ciclista               | Equip         | Temps |
| - | ---------------------- | ------------- | ----- |
| 1 | Italo Zilioli (ITA)    | Faemino       |       |
| 2 | Agustín Tamames (ESP)  | Werner        | + 4"  |
| 3 | Raymond Poulidor (FRA) | Fagor-Mercier | + 10" |

### 3a etapa (III Trofeu Marià Cañardo)[1]
08-04-1970: Andorra la Vella – Manlleu, 200,0 km.:
Anul·lada per la neu

### 4a etapa (XX Trofeu Juan Fina)[4]
09-04-1970: Sant Hilari Sacalm – Granollers, 170,0 km.:
|   | Ciclista                     | Equip           | Temps      |
| - | ---------------------------- | --------------- | ---------- |
| 1 | Georges van den Berghe (BEL) | Faemino         | 4h 20' 14" |
| 2 | Harrie Jansen (NED)          | Sonolor-Lejeune | + 16"      |
| 3 | Daniel Ducreux (FRA)         | Bic             | m. t.      |

### 5a etapa A (III Trofeu Dicen)[5]
10-04-1970: Sabadell - L'Hospitalet de Llobregat, 124,0 km. :
|   | Ciclista                  | Equip             | Temps      |
| - | ------------------------- | ----------------- | ---------- |
| 1 | Jos van der Vleuten (NED) | Willem II-Gazelle | 3h 14' 17" |
| 2 | Miguel María Lasa (ESP)   | La Casera         | + 2"       |
| 3 | Italo Zilioli (ITA)       | Faemino           | m. t.      |

### 5a etapa B (III Trofeu Dicen)[5]
10-04-1970: Circuit de Montjuïc (Barcelona) (CRI), 10,0 km. :
|   | Ciclista                | Equip         | Temps   |
| - | ----------------------- | ------------- | ------- |
| 1 | Luis Ocaña (ESP)        | Bic           | 14' 45" |
| 2 | Raymond Poulidor (FRA)  | Fagor-Mercier | + 5"    |
| 3 | Miguel María Lasa (ESP) | La Casera     | + 22"   |

## Classificació General
|    | Ciclista               | Equip           | Punts       |
| -- | ---------------------- | --------------- | ----------- |
| 1  | Italo Zilioli (ITA)    | Faemino         | 17h 02' 25" |
| 2  | Raymond Poulidor (FRA) | Fagor-Mercier   | + 24"       |
| 3  | Luis Ocaña (ESP)       | Bic             | + 27"       |
| 4  | Agustín Tamames (ESP)  | Werner          | + 42"       |
| 5  | Ventura Díaz (ESP)     | Werner          | + 1' 04"    |
| 6  | Andrés Gandarias (ESP) | Kas-Kaskol      | + 1' 21"    |
| 7  | Georges Chappe (FRA)   | Fagor-Mercier   | + 1' 41"    |
| 8  | Antonio Martos (ESP)   | Werner          |             |
| 9  | Lucien van Impe (BEL)  | Sonolor-Lejeune | + 1' 58"    |
| 10 | Luis Zubero (ESP)      | Kas-Kaskol      | + 1' 59"    |